# Pentarrhinum ledermannii
Pentarrhinum ledermannii är en oleanderväxtart som först beskrevs av Rudolf Schlechter, och fick sitt nu gällande namn av Goyder och Liede. Pentarrhinum ledermannii ingår i släktet Pentarrhinum och familjen oleanderväxter. Inga underarter finns listade i Catalogue of Life.